# Phtheochroa riscana
Phtheochroa riscana es una especie de polilla de la familia Tortricidae. Se encuentra en América del Norte, donde se ha registrado desde Indiana, Kentucky, Maine, Manitoba, Maryland, Massachusetts, Minnesota, Nuevo Brunswick, Nueva Jersey, Terranova, Carolina del Norte, Ohio, Oklahoma, Ontario, Pensilvania, Quebec, Tennessee y Vermont.
La envergadura es de 15–16 mm. Se han registrado vuelos en adultos de junio a agosto.